# Odintsovo
Odintsovo (en ruso: Одинцо́во) es una localidad del óblast de Moscú, en Rusia, y una ciudad satélite situada al oeste de su capital, Moscú. Por Odintsovo pasa la autopista Mozhaiskoye, y por el sur linda con la autopista federal M1 de Minsk, que lleva hasta Bielorrusia.
Centro administrativo del raión de Odintsovo, en 2021 contaba con una población de 180.530 habitantes: esto la situaba en el puesto 103 entre las 1.119 ciudades de la Federación de Rusia. En términos de densidad de población, ocupa el segundo lugar entre las ciudades de la región de Moscú, con 5.594 personas por kilómetro cuadrado.

## Historia

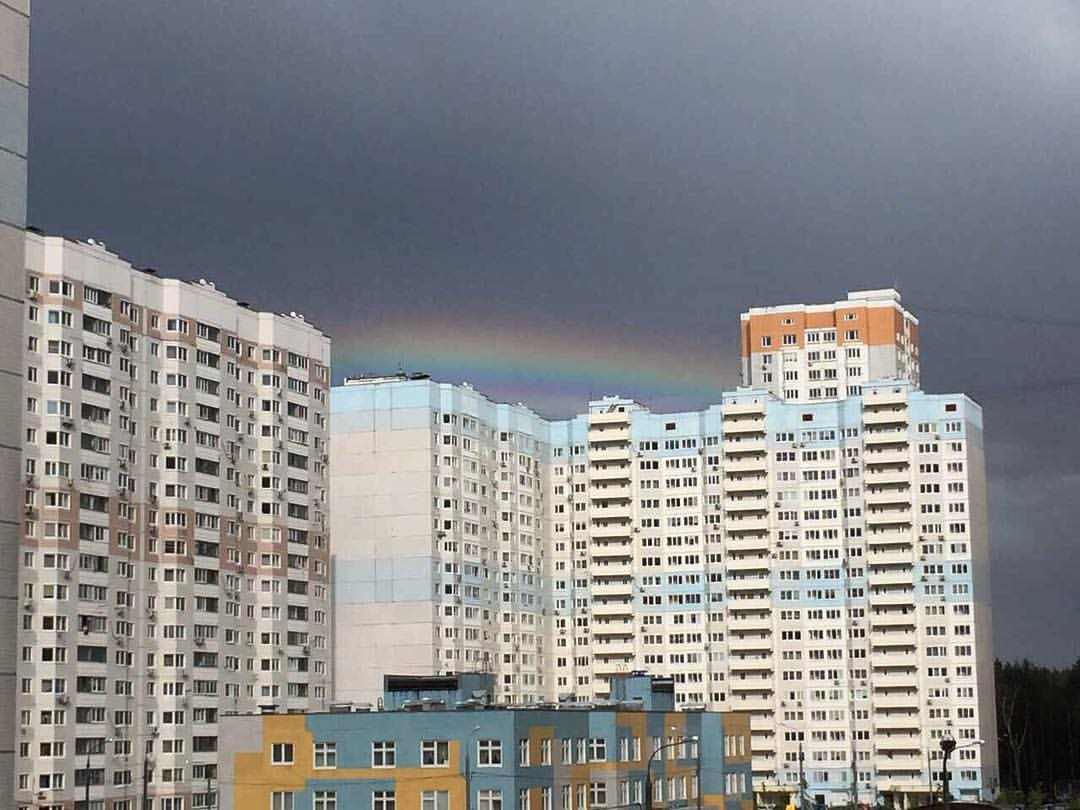
Complejo residencial en Odintsovo

En el territorio del distrito de Odintsovo se han conservado numerosos restos arqueológicos. Los más antiguos datan de principios de nuestra era, entre los cuales se encuentran Barvikhinskoye, Lutsinskoye y Mozzhinskoye. Durante las excavaciones arqueológicas realizadas en la región de Odintsovo se encontraron pesas de arcilla, flechas de hueso, objetos de cerámica, restos de un esqueleto de mamut y joyas antiguas.
Odintsovo fue fundada a finales del siglo XIV y recibió su nombre de Andrei Ivanovich Odinets, quien recibió estas tierras del Gran Duque Dmitry Donskoy, un boyardo que vivió en la segunda mitad del siglo XIV y descendía del príncipe circasiano Rededey, mencionado en la Crónica Laurentiana en el año 1022. La finca estuvo en manos de la familia Odintsov hasta que el nieto de Andrei Ivanovich Odinets, Fedosy, enfureció al Gran Duque Basilio II de Moscú y se vio obligado a huir a Lituania.
Después de la anexión de Smolensk y sus tierras al Principado de Moscú en 1514, Odintsovo se encontró en la ruta de un importante camino real: el camino de Smolensk.
A finales del siglo XVI pasó a ser propiedad de los Islenyev, una rama de la famosa familia de boyardos Velyaminov-Vorontsov.
En 1668, los hijos de Stepan Islenyev, Danila e Ivan Stepanovich, compraron Odintsovo como patrimonio y cinco años más tarde se lo vendieron al boyardo Artamón Sergeevich Matvéyev.
Después de la muerte del zar Alejo I de Rusia, Matvéyev cayó en desgracia y fue exiliado a Pustozersk, luego a la lejana Mezén, y Odintsovo fue incluido en las tierras palaciegas. Artamon Matvéyev regresó del exilio en mayo de 1682, cuando el joven Pedro I y su hermano Iván ascendieron al trono. Un año más tarde, en 1683, Odintsovo fue devuelto por decreto real al hijo de Matveev, Andrei Artamonovich.
A finales del siglo XVII, en Odintsovo ya había 22 familias campesinas y contaba con 81 habitantes.
En 1704, Andrei Artamonovich construyó una iglesia de madera en memoria de su padre en nombre del santo mártir Artemón (el santo tenía como compañero un ciervo, que luego quedó inmortalizado en el escudo de armas de la ciudad de Odintsovo).
Tras la muerte de Andrei Artamonovich, su hijo, el conde Matvey Andreevich, hipotecó Odintsovo en 1735 a la viuda del conde Pável Ivanovich Yaguzhinski, Anna Gavrilovna, de quien pasó a su hijo, el conde Sergei Pavlovich Yaguzhinsky. Este último vendió el pueblo en 1760 al conde Andrei Mikhailovich Efimovski, de quien pasó a su hijo Pyotr Andreevich. Según datos de 1786, en Odintsovo había 205 almas. En 1800, el conde Alexander Andreevich Zubov, hermano de Platon Zubov, el último favorito de Catalina II, se convirtió en el propietario de Odintsov.
En 1802, la esposa de Zubov, Elizaveta Vasilievna, completó la construcción de la iglesia de piedra "En el nombre de la Madre de Dios Grebnevskaya ", que ha sobrevivido hasta el día de hoy. Posteriormente, a la iglesia se le añadió un campanario de más de treinta metros de altura y se construyeron dos capillas. La parroquia de la iglesia incluía, además de Odintsov, los pueblos cercanos de Akishevo, Mamonovo y el pueblo de Markovo.
Al estar en la carretera de Smolensk, Odintsovo se encontró en una zona de hostilidades durante la invasión napoleónica de Rusia. Retirándose a Moscú, en la noche del 31 de agosto al 1 de septiembre de 1812, las tropas de Kutuzov se detuvieron en la vecina Mamonov. Un día después, los franceses entraron en el pueblo. Se conserva la orden de Napoleón a Joaquín Murat, comandante del cuerpo de caballería, sobre la retirada del cuerpo de Odintsovo.
En 1810 Odintsovo contaba con 607 habitantes y en 1814 su número se había reducido en un tercio: hasta 416 personas. Según datos de 1852, en el pueblo había un templo y 16 hogares, donde vivían 86 hombres y 85 mujeres.
Los Zubov fueron dueños de Odintsovo durante la primera mitad del siglo XIX, hasta 1853, cuando el Conde Alexander Nikolaevich Zubov vendió su propiedad al Consejero Privado Príncipe B.V. Meshchersky. A finales de los años 60 del siglo XIX, se formó una sociedad anónima encabezada por el príncipe Meshchersky y el conde Uvarov, que se encargó de la construcción del ferrocarril Moscú-Smolensk.
Los campesinos de Odintsovo pudieron liberarse completamente de la servidumbre sólo 20 años después de la reforma de 1861. Por su “testamento”, 70 campesinos locales pagaron al príncipe Meshchersky 9.333 rublos, 33 kopeks
Con la construcción del ferrocarril de Moscú a Smolensk  en 1870, junto a la estación de ferrocarril surgió el asentamiento obrero de Odintsovo, para los ferroviarios y trabajadores de las fábricas de ladrillos, que se abrieron uno tras otro aprovechando las ricas arcillas de Odintsovo, junto al ferrocarril. De 1875 a 1895, se abrieron seis de ellos.
En 1891-1892, el poeta Valeri Briúsov vivió en su dacha de Odintsovo. El popular artista Pavel Orlenev pasó varias temporadas de verano. El primo de Anton Chéjov también vivía en Odintsov.
En octubre de 1917 aparecieron células bolcheviques en Odintsovo. En 1917, hasta mil personas vivían en el pueblo, y el 3 de julio de 1918 se formó el distrito de Odintsovo (como volost), uniendo 29 pueblos ubicados a su alrededor. En ese momento, de las seis fábricas de ladrillos que había anteriormente, sólo dos quedaban en funcionamiento. En 1928, se creó el Trust Mossilicate, que incluía estas fábricas para la producción de ladrillo rojo, muy solicitado en aquel tiempo. Dichas fábricas se unieron en el grupo de fábricas de Odintsovo, donde estaban empleadas 2070 personas: 1899 trabajadores, 39 miembros de personal de servicio, 132 trabajadores de oficina. En la década de 1920 se organizó en el pueblo el club Vsevobuch, un club juvenil en el que había un teatro folclórico dirigido por el residente local Alexei Lomonosov.
El censo de 1926 enumera 95 hogares y 411 residentes en el pueblo, y 2.133 personas en el pueblo de Odintsovo-Otradnoye.
Desde 1920, en el pueblo funcionó una escuela primaria para 50 estudiantes, ubicada cerca de la carretera de Mozhaisk, en una casa tipo cuartel de madera. El pueblo tenía dos escuelas con 200 alumnos cada una. En 1934, se abrió una escuela en el pueblo de Akishevo, y cuatro años más tarde apareció la misma en el pueblo. La biblioteca del pueblo comenzó a funcionar en 1930. A principios de 1939, más de 12.000 personas vivían en el pueblo de Odintsovo, que se transformó en un pueblo de trabajadores. Así se inició la construcción de viviendas de tipo urbano. Sin embargo, el estallido de la Gran Guerra Patria no brindó la oportunidad de un mayor desarrollo del pueblo. En el pueblo de Odintsovo, en 1931 comenzó a funcionar una granja colectiva que llevaba el nombre del VI Congreso de los Sóviets. Era pequeña, reunía sólo a 46 campesinos, la granja colectiva tenía 115 hectáreas de tierra cultivable y un pequeño rebaño lechero.
Al comienzo de la Gran Guerra Patria, en una de las escuelas se abrió el hospital militar de campaña n.° 174, que acogía a soldados heridos. Odintsovo se convirtió en la retaguardia cercana de las unidades y subunidades de los ejércitos 5.º y 33.º del Frente Occidental durante la Batalla de Moscú. La escuela Akishev estaba ocupada por el cuartel general de uno de los regimientos de la 21.ª división de la milicia de Moscú. La milicia, junto con los residentes de Odintsovo, construyó una línea de defensa en el área de Perkhushkovo. Las empresas locales pasaron a producir productos militares. La fábrica de ladrillos dominó la producción de minas antipersonal y antitanque. La planta de productos químicos domésticos producía pinturas especiales de camuflaje protectoras y la fábrica de muebles producía cajas para proyectiles y cartuchos.
En noviembre de 1947 se creó la “Planta de Estructuras Metálicas” sobre la base de talleres móviles de reparación mecánica. En 1943, la Fábrica de Ladrillos n.º 2 dominó la producción de ladrillos refractarios y, más tarde, productos moldeados refractarios, pasando a ser conocida como la Planta de Productos Refractarios de Vnukovo. La industria de la construcción en los años de la posguerra se convirtió en una de las principales industrias en Odintsovo.
En 1957 ya vivían en el pueblo 20.300 personas. El 17 de julio de 1957 se transformó en una ciudad con la inclusión de los pueblos de Krasnaya, Verkhnee y Nizhneye Otradnoye, Zheleznodorozhny y el pueblo de Yaskino.
En 1965, se tomó la decisión de ampliar las fronteras de la ciudad, que incluían el pueblo de Odintsovo, el pueblo de Akishevo y varios pueblos de trabajadores y de vacaciones vecinos (incluido Bakovka ).
El 1 de septiembre de 1989 se inauguró el Museo de Historia y Costumbres Locales en el edificio de la antigua oficina de la planta de V. Ya. Yakunchikova.

## Escudo de armas
El escudo de armas de Odintsovo muestra un ciervo blanco, que representa la limpieza y la pureza. Alude al ciervo que acompañaba a san Artemón, el santo al que está dedicada una de las primeras iglesias de la localidad.

## Educación
En Odintsovo hay ocho escuelas secundarias, cuatro liceos y cinco gimnasios, así como dos instituciones de educación superior: el MGIMO-Odintsovo, que es una filial del Instituto Estatal de Relaciones Internacionales de Moscú; y la Rama Odintsovo del Instituto de Derecho Internacional. Anteriormente había sucursales de la Universidad Estatal Rusa de Humanidades y de la Academia Moderna de Humanidades.
También hay una institución de educación vocacional,  la "Escuela Técnica de Odintsovo";
Igualmente, en Odintsovo se encuentra el Centro de Automatización y Diseño de Equipos Radioelectrónicos de la Academia de Ciencias de Rusia (CPAP REA RAS) .

## Situación administrativa y municipal
En el marco de las divisiones administrativas, Odintsovo sirve como el centro administrativo del distrito de Odintsovski. Como una división administrativa, que es, junto con diecinueve localidades rurales, está incorporada dentro del distrito de Odintsovski como la ciudad de Odintsovo. En cuanto a la división municipal, la ciudad de Odintsovo se incorpora dentro del distrito municipal Odintsovski.

## Puntos de interés
Entre los edificios históricos conservados en la ciudad destacan la iglesia Grebnevskaya (de 1802); el edificio de la estación (de 1899-1900), del arquitecto L. N. Kekushev; la oficina de la fábrica de ladrillos de Vasily Ivanovich Yakunchikov (de 1887), reconvertida en la actualidad en Museo de Historia de Odintsovo).
Al norte de Odintsovo, en el valle del río Saminka, se encuentra el mayor complejo de túmulos funerarios del pueblo vyatichi de toda la región de Moscú, datado en los siglos XI-XII, y que llegó a contar en algún momento con 248 túmulos.

## Deporte
- Odintsovo cuenta con los clubes de Voleibol "ISKRA" (hombres) y "Zarechie-Odintsovo" (mujeres), que han sido campeones de Rusia en el pasado, y actualmente conservan su fama. "Zarechie-Odintsovo" ganó en abril de 2008 contra el Dínamo de Moscú convirtiéndose en el campeón de Rusia. De hecho, muchos jugadores de los equipos de Voleibol nacionales de Rusia han nacido o se han entrenado en Odintsovo.
- "El Palacio de Hielo", o Anillo de jockey y patinaje sobre hielo de Odintsovo, fue elegido para tener uno de los partidos históricos de jockey sobre hielo, entre los veteranos de Norte América y la antigua Unión Soviética en la copa Stanley de 2004.
- La campeona olímpica Larisa Lazútina es originaria de Odintsovo.

## Gente notable
- Olga Búdina (nacida en 1975), actriz de teatro y cine.
- Iván Dubásov (1897-1988), artista activo en la Unión Soviética.
- Larisa Lazútina (nacida en 1965), olímpica, campeona de esquí de Rusia, y el Mundial de Cross Country.

## Ciudades hermanadas
- , ,  Kerch, Rusia (Crimea) (reclamada por Ucrania)
- Navapólatsk, Bielorrusia
- Berdyansk, Ucrania
- Kizlyar, Rusia
- Anádyr, Rusia
- Wittmund, Alemania
- Krusevac, Serbia